# Martinswand (stup)
Martinswand är ett stup i Österrike.   Det ligger i förbundslandet Tyrolen, i den västra delen av landet, 400 km väster om huvudstaden Wien. Stupet är cirka 600 m högt och överkanten på stupet ligger cirka 1 200 meter över havet. Det är en del av berget Kleiner Wandkopf (1 346 meter över havet).
Martinswand ligger 2 km öster om Zirl och 9 km väster om Innsbruck.